# Tour Oxygène
Die Tour Oxygène ist ein Wolkenkratzer im Quartier de la Part-Dieu des 3. Arrondissements der südostfranzösischen Stadt Lyon. 
Der Tour Oxygène ist 115 Meter hoch. Es ist der dritthöchste Wolkenkratzer in der Stadt Lyon nach dem Tour Part-Dieu und dem Tour Incity.